# Salix rotundifolia
Salix rotundifolia là một loài thực vật có hoa trong họ Liễu. Loài này được Trautv. miêu tả khoa học đầu tiên năm 1832.